# تیبو ویلا
تیبو ویلا (انگلیسی: Thibault Vialla؛ زادهٔ ۷ ژانویهٔ ۱۹۹۶) بازیکن فوتبال اهل فرانسه است.
از باشگاه‌هایی که در آن بازی کرده‌است می‌توان به باشگاه فوتبال آژاکسیو اشاره کرد.